# WR 156
WR 156 är en ensam stjärna i den södra delen av stjärnbilden Cepheus. Den har en skenbar magnitud av ca 11,01 och kräver ett teleskop för att kunna observeras. Baserat på parallax Gaia Data Release 3 på ca 0,27 mas, beräknas den befinna sig på ett avstånd på ca 11 900 ljusår (ca 3 600 parsek) från solen. Tidigare mätningar angav med parallax enligt Gaia DR 1 ett avsevärt mindre avstånd, men felmarginalen var större än den uppmätta parallaxen och indikationen anger fortfarande ett mycket stort avstånd.

## Egenskaper
WR 156 är en blå till vit ljusstark stjärna av spektralklass WN8h, och är en Wolf-Rayet-stjärna. Den har en massa som är ca 32 solmassor, en radie som är ca 21 solradier och har ca 1 023 000 gånger solens utstrålning av energi från dess fotosfär vid en effektiv temperatur av ca 39 800 K.
WR 156 har ett WR-spektrum i kväveserien, vilket anges av starka emissionslinjer av helium och kväve, men det visar också egenskaper för väte. Dess yttre lager beräknas innehålla 30 procent väte, en av de högsta nivåerna för någon Wolf-Rayet-stjärna i Vintergatan.
WR 156 har en låg temperatur och långsam stjärnvind enligt Wolf Rayet-standarder, endast 39 800 K respektive 660 km/s. Vinden är mycket tät, med en total massförlust för stjärnan av mer än 1/100 000 solmassa per år.
WR 156 är en ung väterik stjärna, som fortfarande har fusion av väte i dess kärna men tillräckligt lysande för att ha konvekterat upp kväve- och heliumfusionsprodukter till dess yta. Den visar 27 procent väte vid ytan och beräknas ha haft en initial massa på 50 solmassor för flera miljoner år sedan.